# Ільта
І́льта, Ільтиця — річка в Україні, в межах Бориспільського й Броварського районів Київської області. Права притока Трубежа (басейн Дніпра).

## Назва
- І́льта, І́льтиця — сучасна українська назва.
- Льто (д.-рус. Льто ) — згадується в руських літописах[3]. Також — Льта, Олто.

За припущеннями деяких топонімістів, назва цієї річки подібна до назви річки Олт, лівої притоки Дунаю.  Як зазначає О. С. Стрижак, назва означає «текти».

## Опис
Довжина 26 км. Площа басейну 387 км². Долина коритоподібна, завширшки до 3 км, завглибшки до 10 м. Заплава у верхів'ї заболочена, завширшки до 500 м. Річище звивисте, пересічна ширина 4 м. Похил річки 0,36 м/км. Живлення мішане. Льодостав на Ілті наприкінці XX століття відбувався з середини грудня по середину березня. На річці споруджено ставки, які використовують для господарських потреб, водопостачання, риборозведення.

## Розташування
Бере початок поблизу села Іванкова на південний схід від Борисполя. Спочатку тече на південний схід, а потім на північний схід через Бзів, на південний захід від Коржів впадає до річки Трубіж, лівої притоки Дніпра.
Населені пункти вздовж берегової смуги: Іванків, Бзів, Селичівка, Шовкове, Волошинівка, Веселинівка